# 東方樂園
东方乐园（英語：Dong Fang Amusement Park），是广州市的一座大型现代游乐场所，是中国最早兴建的一批主题乐园，位于市郊白云山麓的大金钟水库旁，占地24万平方米，已于2004年歇业，原址已改造为广州白云国际会议中心。

## 園史
东方乐园由广州东方宾馆兴建并经营，自1984年4月开始兴建，1985年6月30日，该项目首期工程落成，1985年7月1日正式对外营业，共建有大中小型游乐项目50多个，在国内率先引入了过山车、摩天轮、森林狞猎、环园列车、太空漫游、波浪秋千等一批现代机械游乐项目，是国际旅游协会的第一个中国会员，开园当年创下110万的入场人次纪录，成为广州市的旅游名片之一。东方乐园标志性的巨型摩天轮更是不少广州市民的童年回忆，1987年起，举办一年一度的“广东民间艺术欢乐节”，1990年升格为“中国旅游艺术节暨广东欢乐节”，使乐园名噪一时。1993年12月，引入港方股东，成立广州新穗旅游中心有限公司进行共同经营，准备以东方乐园为起点，开发建设一个占地约1000亩的“东方游乐城”项目。但由于股东纠纷、经营不善，加上广州各种新式主题公园涌现，市场竞争加剧，旅游热点转移，在1997年乐园出现了多年来的首次盈利后，形势急转直下，2000年后年入场人次已不足50万，不足巅峰期的十分之一，陷入入不敷出的状态。2004年9月6日，经营东方乐园的广州新穗旅游中心有限公司股东签订有关协议，结束合作经营，自次日上午起，东方乐园歇业调整。2005年8月，东方乐园完成主体拆迁工程。2005年10月，在东方乐园原址兴建的广州白云国际会议中心动工，2007年3月竣工。

## 主要項目
- 水上世界（人造海浪、彩虹飞渡、长河游、儿童泳池）
- 演藝中心
- 環幕電影院
- 卡拉OK歌舞廳
- 中國歷史人物塑像館
- 東方電影世界實景拍攝現場（《上海灘》廣場、《黃飛鴻》街景）

## 流行文化
- 南方电视台粤语短剧《乘龙怪婿》主角之一“西门口”的母亲名为“东方乐缘”，灵感来自东方乐园。
- 广州本土歌手东山少爷演唱的歌曲《东方失乐园》，以东方乐园的关闭作为题材。